# یوکو کانو
یوکو کانو (به ژاپنی: 菅野 よう子 Kanno Yōko) (زادهٔ ۱۹ مارس ۱۹۶۴ یوکو کانو یک آهنگساز و موسیقیدان ژاپنی است که با آثاری همچون تنظیم و تهیه موسیقی متن انیمه ‌ها سریال‌های تلویزیونی و همچنین لایو اکشنها و بازی‌های ویدئویی شناخته شده‌است. او متولد میاگی واقع در استان سِندای (Sendai) ژاپن است. از جمله آثار با امتیاز قابل توجه وی می‌توان به عناوین:
Cowboy Bebop , Darker Than Black , Macross Plus , Turn A Gundam , The Vision Of Escaflowne , Ghost In The Shell: Stand Alone Complex , Wolfs Rain ,Kids On The Slope And Terror In Resonance اشاره کرد
و همچنین وی با یوشی یوکی تومینو (Yoshiyuki Tomino) به عنوان کارگردان و اشخاصی از جمله شینیچیرو واتانابه (Shinichiro watanabe) و شوجی کاواموری (Shoji Kawamori) همکاری می‌کرد. کانو همچنین برای خواننده‌های پاپی همچون مایا ساکاموتو (Maaya Sakamoto) و کیوکو کویزومی (Kyoko Koizumi) همکاری به عمل آورد و تنظیم و تهیه برخی آثار این اشخاص به عهده وی بود؛ و همچنین مهارتی در کار با کیبورد داشت. او در کنار تخصص‌های خود در حوضه خوانندگی هم فعالیت می‌کرد که بسیاری از آثار او در موسیقی متن انیمه‌ها، سریال‌ها، لایو اکشن‌ها و همچنین بازی‌های ویدئویی مورد استفاده قرار گرفت.
Meow on the Bridge （ دفتر موسیقی ） ، کاپیتان Duckling Records （ برچسب موسیقی ）.

## آثار

### موسیقی متن انیمه
| عنوان انیمه                                     | سال       | نقش کانو                           |
| ----------------------------------------------- | --------- | ---------------------------------- |
| Please Save My Earth                            | ۱۹۹۴      | آهنگساز (همراه با هاجیمه میزوگوچی) |
| Macross Plus                                    | ۱۹۹۴      | آهنگساز                            |
| Memories: Magnetic Rose                         | ۱۹۹۶      | آهنگساز                            |
| The Vision of Escaflowne                        | ۱۹۹۶      | آهنگساز (همراه با هاجیمه میزوگوچی) |
| Noiseman Sound Insect                           | ۱۹۹۷      | آهنگساز                            |
| کابوی بیباپ                                     | ۱۹۹۸      | آهنگساز                            |
| Brain Powerd                                    | ۱۹۹۸      | آهنگساز                            |
| Turn A Gundam                                   | ۱۹۹۹      | آهنگساز                            |
| Jin-Roh                                         | ۱۹۹۹      | پیانیست                            |
| Earth Maiden Arjuna                             | ۲۰۰۱      | آهنگساز                            |
| Cowboy Bebop: Knockin' on Heaven's Door         | ۲۰۰۱      | آهنگساز                            |
| Ghost in the Shell: Stand Alone Complex         | ۲۰۰۲      | آهنگساز                            |
| Wolf's Rain                                     | ۲۰۰۳      | آهنگساز برای سریال و او و ای       |
| Ghost in the Shell: Stand Alone Complex 2nd GIG | ۲۰۰۴      | آهنگساز                            |
| Genesis of Aquarion                             | ۲۰۰۵      | آهنگساز (همراه با هوگاری هیساکی)   |
| Ghost in the Shell: S.A.C. Solid State Society  | ۲۰۰۶      | آهنگساز                            |
| Darker than Black: Kuro no Keiyakusha           | ۲۰۰۷      | آهنگساز                            |
| Genius Party                                    | ۲۰۰۷      | آهنگساز برای قسمت "Baby Blue"      |
| Genesis of Aquarion                             | ۲۰۰۷      | آهنگساز                            |
| Macross Frontier                                | ۲۰۰۸–۲۰۱۱ | آهنگساز                            |
| Aquarion Evol                                   | ۲۰۱۲      | آهنگساز                            |
| Sakamichi no Apollon                            | ۲۰۱۲      | آهنگساز                            |

## پیوند خارجی
- YOKO KANNO رسمی （ سایت رسمی ）
- Meow on the Bridge: فروشگاه YOKO （ سایت فروش موسیقی نت برگ دارایسایت منبع موسیقی برای تأیید شخص）
- رسمی یوکو کانو (Yoko KannoCH ) - توییتر